# 오버로드 (2018년 영화)
《오버로드》(영어: Overlord)는 미국에서 제작된 줄리어스 에이버리 감독의 2018년 액션, 공포, 미스터리, SF, 스릴러, 전쟁 영화이다. 와이어트 러셀 등이 주연으로 출연하였고 J.J. 에이브럼스 등이 제작에 참여하였다.

## 출연

### 주연
- 와이어트 러셀
- 요한 필립 애스백
- 보킴 우드바인

### 조연
- 제이콥 앤더슨
- 이아인 드 케스트카
- 존 마가로

## 기타
- 총괄프로듀서: 조 번